# Église Saint-Pierre-et-Saint-Michel de Lüe
L'église Saint-Pierre et Saint-Michel est un lieu de culte catholique situé sur la commune de Lüe, dans le département français des Landes. Son autel, ses retables et d'autres éléments mobiliers sont inscrits à l'Inventaire supplémentaire des monuments historiques par arrêté du 18 juin 1987.

## Présentation
L'église paroissiale de Lüe est dédiée à saint Pierre et à saint Michel. Elle est à l'origine une annexe à l'église Saint-Jacques de Labouheyre. Elle est entièrement reconstruite entre la seconde moitié du XVe siècle, comme l'attestent les armoiries de la France figurant sur l'une des clefs de voûte de la nef, motif fréquent après la fin de la guerre de Cent Ans en 1453, et plus probablement la première moitié du XVIe siècle. Elle ne conserve à ce titre presque rien de sa fondation romane. Elle ne subit en revanche que peu de modifications par la suite, à l'exception notable de la construction d'un grand clocher-tour néogothique au XIXe siècle.

### Historique
Dans le cartulaire de Dax, la paroisse est désignée sous le nom de Luna. Dès le XIIe siècle, l'église est le centre d'une sauveté délimitée pas quatre croix sur socle d'1,36 mètre. Toujours visibles à proximité de l'église, elles délimitaient le périmètre du « droit d'asile » de la sauveté.
Bien que le site remonte au Moyen Âge, aucun document antérieur au XIXe siècle n'est parvenu jusqu'à nous. De grands travaux sont réalisés en 1860, au cours desquels le clocher ancien est remplacé par un clocher-tour massif, construit dans le style style néogothique alors en vogue. Il est surmonté d'une terrasse et d'une flèche octogonale.

### Architecture
L'église  est un ensemble architectural comportant onze clefs de voûte. De la période romane, reste l'abside semi-circulaire, les traces d'un tabernacle de pierre avec pilastres et pinacles et des restes de peintures murales, visibles en ouvrant un volet du retable. On aperçoit aussi l'autel primitif de pierre. Le retable date de la fin du XVIIe siècle. Les panneaux latéraux sont de simples menuiseries ornées de losanges moulurés et dorés. La toile centrale représente une Crucifixion non datée et non signée. L'autre abside sert de sacristie. La nef, très large, est voûtée en croisée d'ogives retombant sans chapiteaux. Le décor est en relief dans la masse. 
L'intérieur conserve un décor et un mobilier réalisés entre le XVIe siècle et le XXe siècle, notamment une statue de l'archange Michel terrassant le dragon datant de la limite du XVIIIe siècle et du XIXe siècle, un somptueux maître autel en bois doré et un splendide retable. L'autel tombeau galbé (1740 à 1750) de l'époque baroque, les 2 gradins d'autel et le tabernacle du maître-autel présentent un décor en bas-relief ou dans la masse ou rapporté, peint, faux marbre, doré à la feuille d'or à l'eau. L'iconographie est riche : cartouche rocaille, angelot, ciboire, Christ, Vierge en buste.
Les vitraux sont de Mauméjean. Cinq verrières, datant sans doute des années 1930, comportent des textes en latin et sont signées. Les vitraux représentent les scènes suivantes :
- mur nord depuis le chœur : Annonciation, Jésus à Nazareth, Nativité
- mur sud depuis le chœur : Couronnement de la Vierge, Déploration (don de D.Ipoustéguy)[2]

## Galerie
Vues intérieures

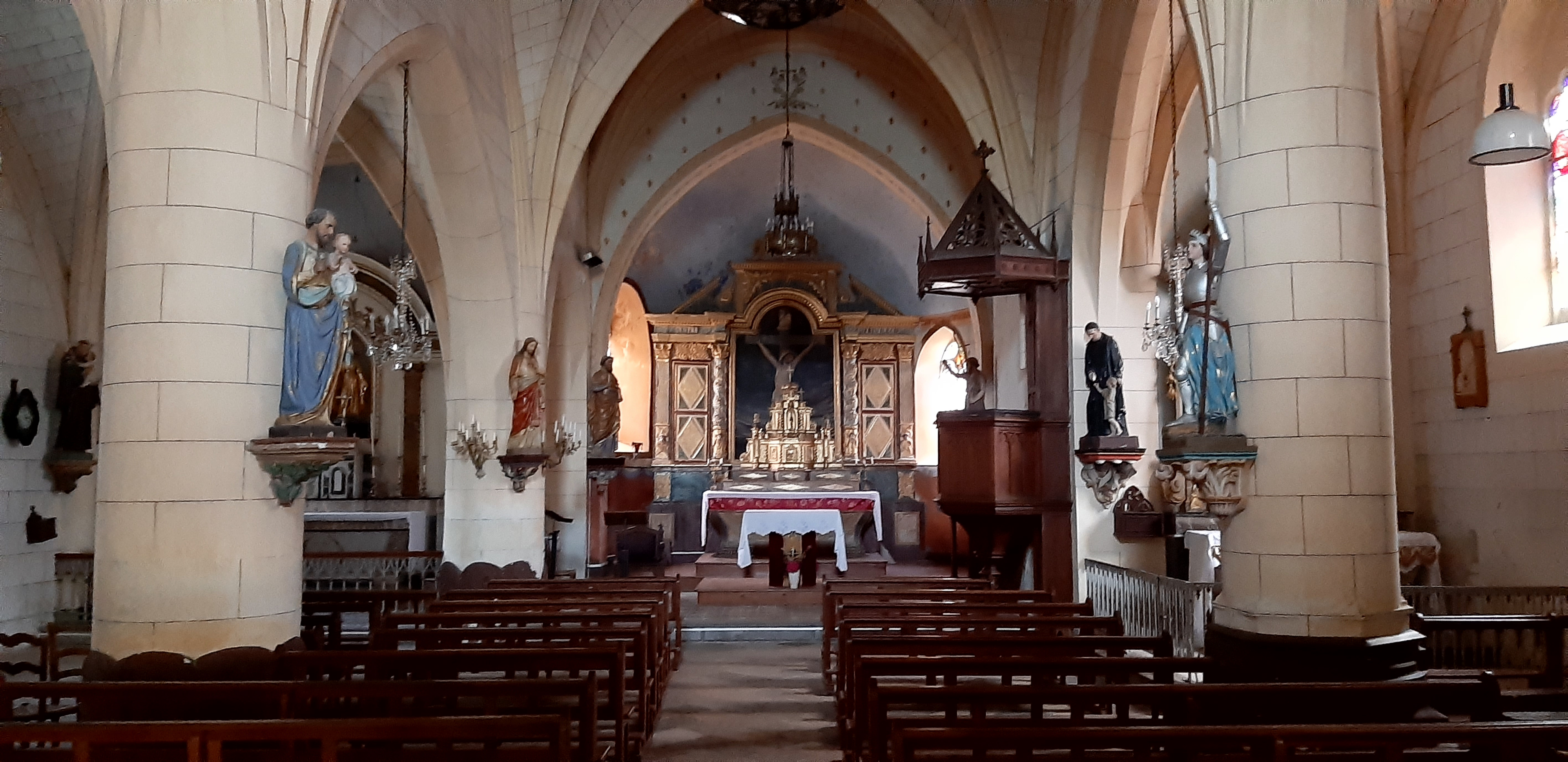
La nef
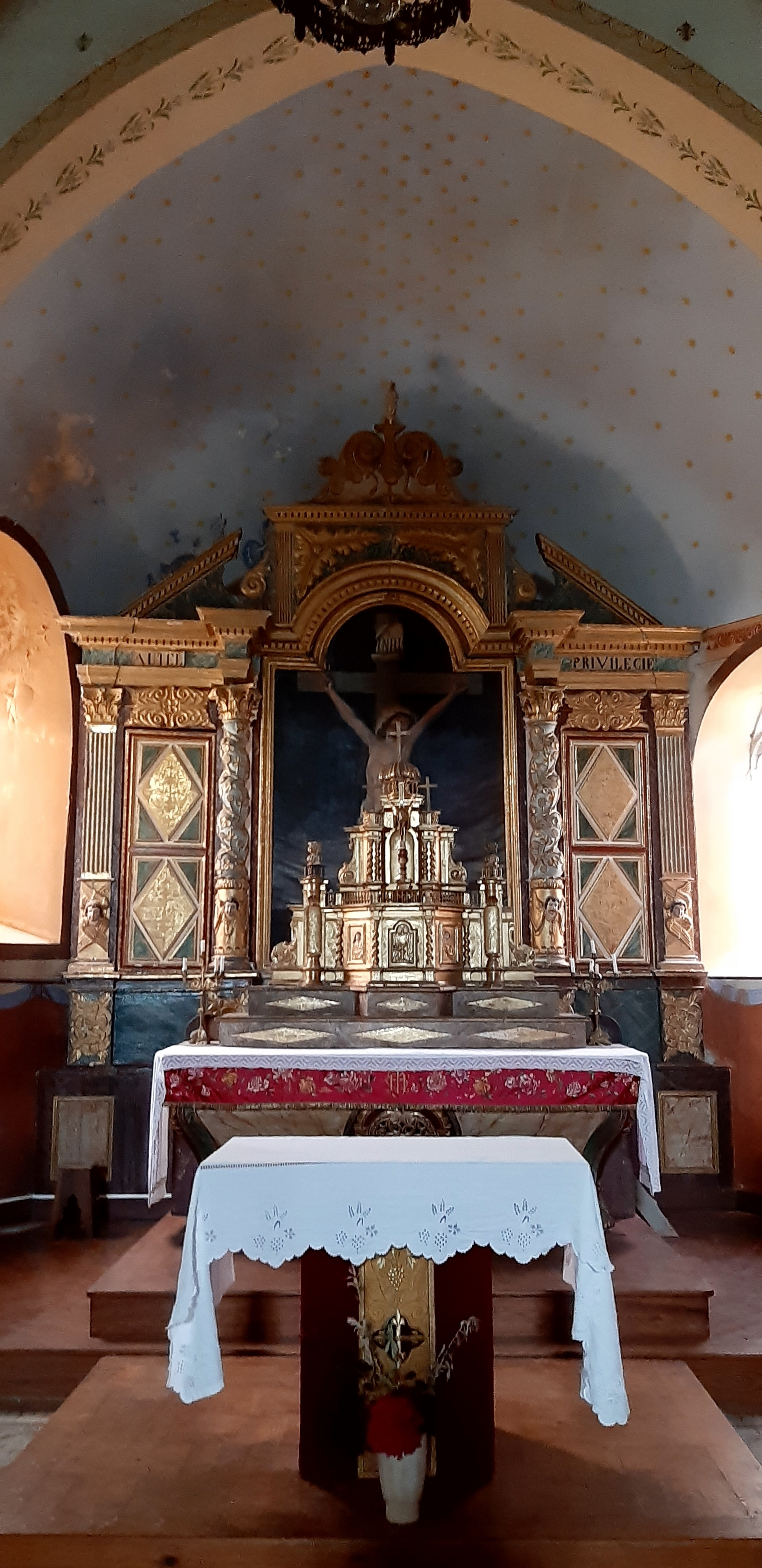
Retable central
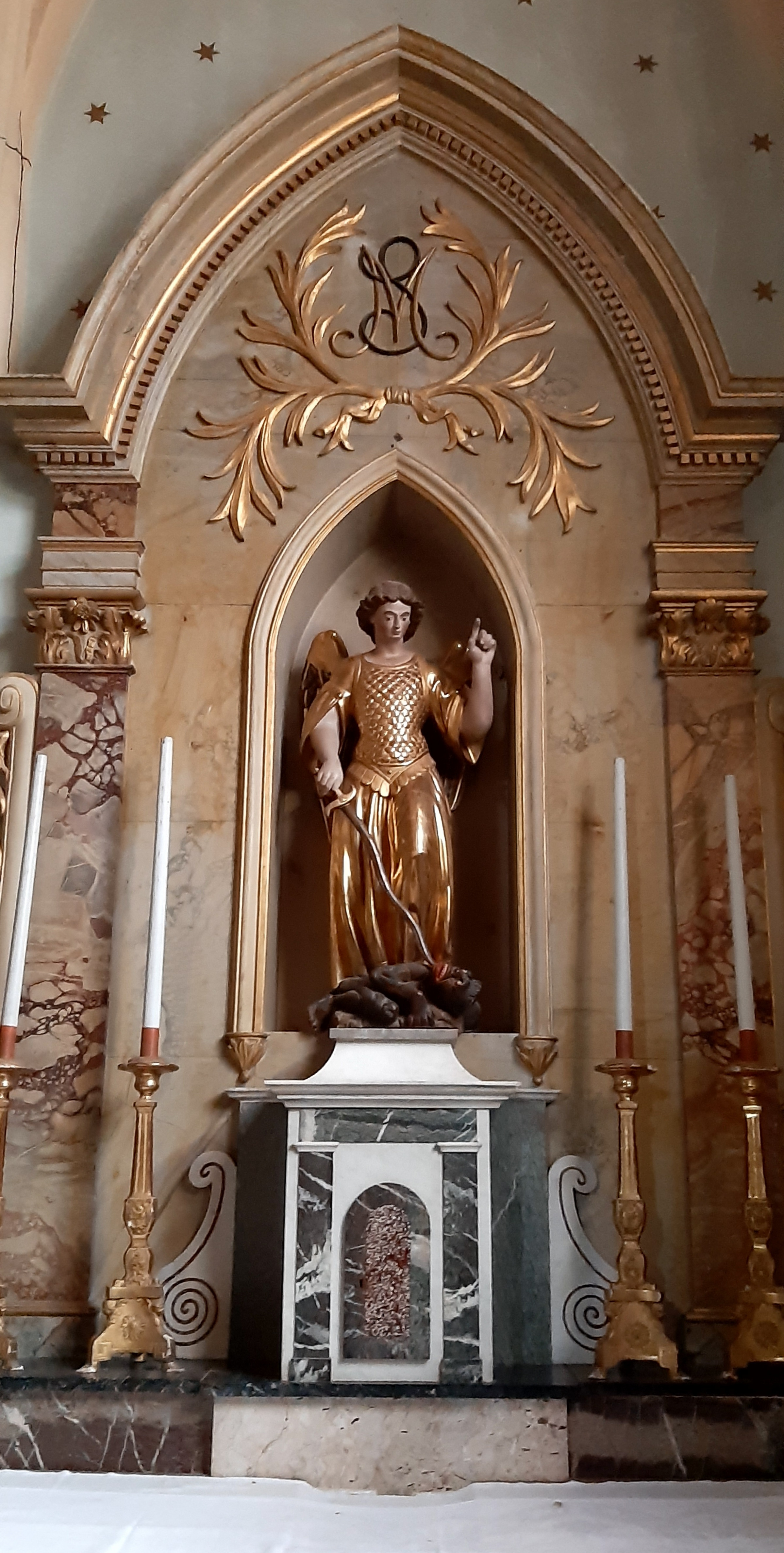
Archange Saint-Michel
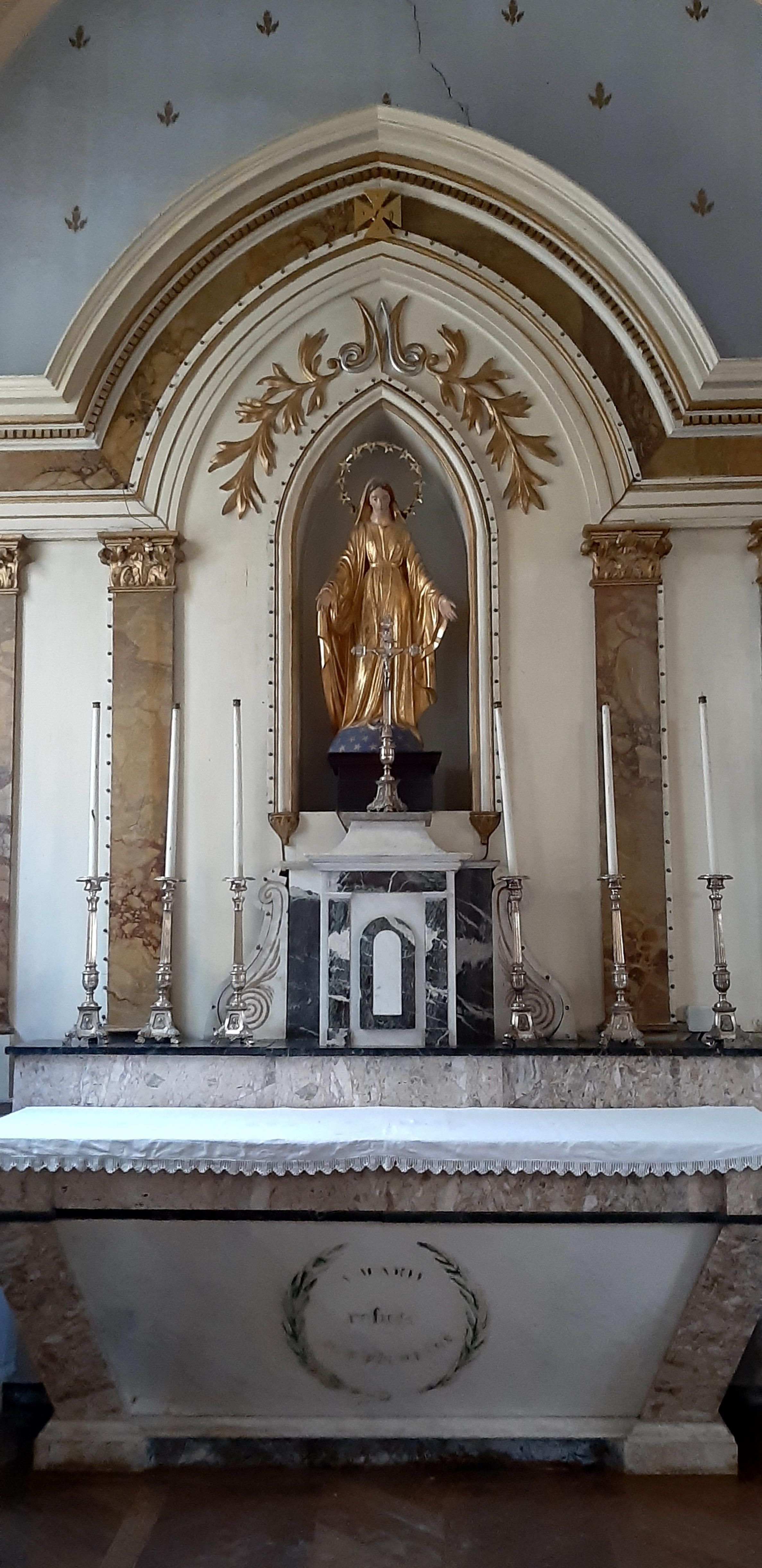
Vierge dorée

Mobilier

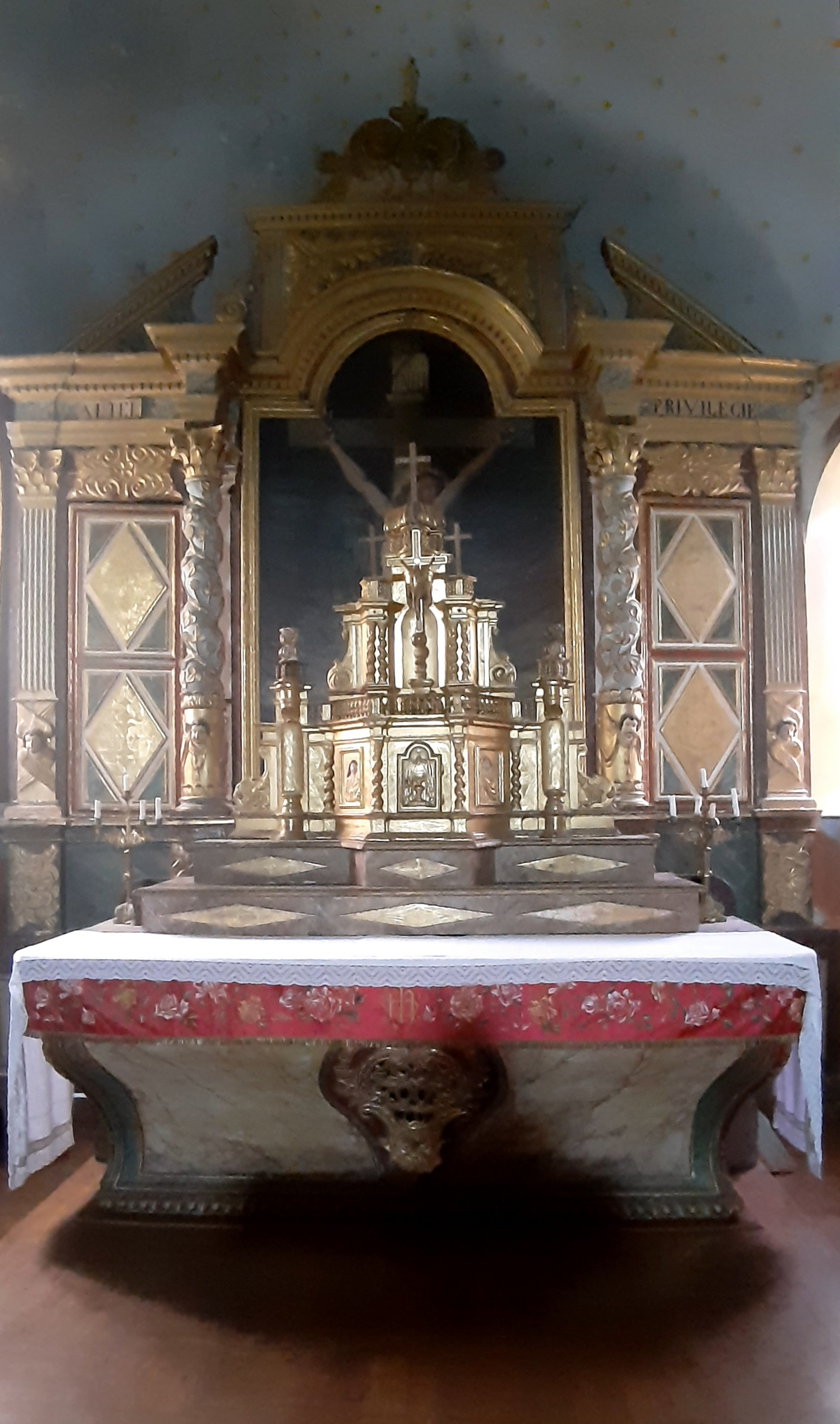
Maître autel et tabernacle
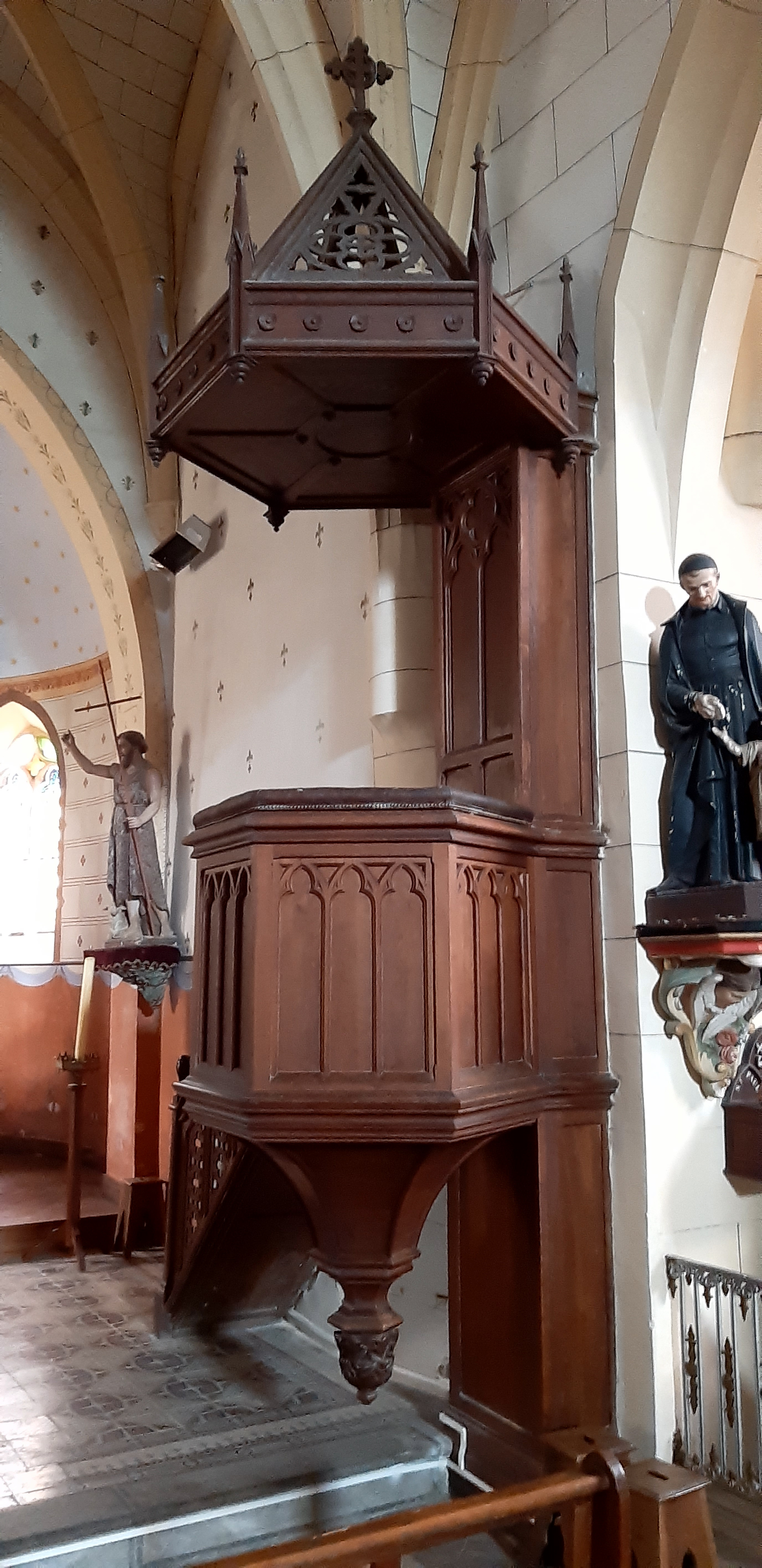
Chaire

Statues

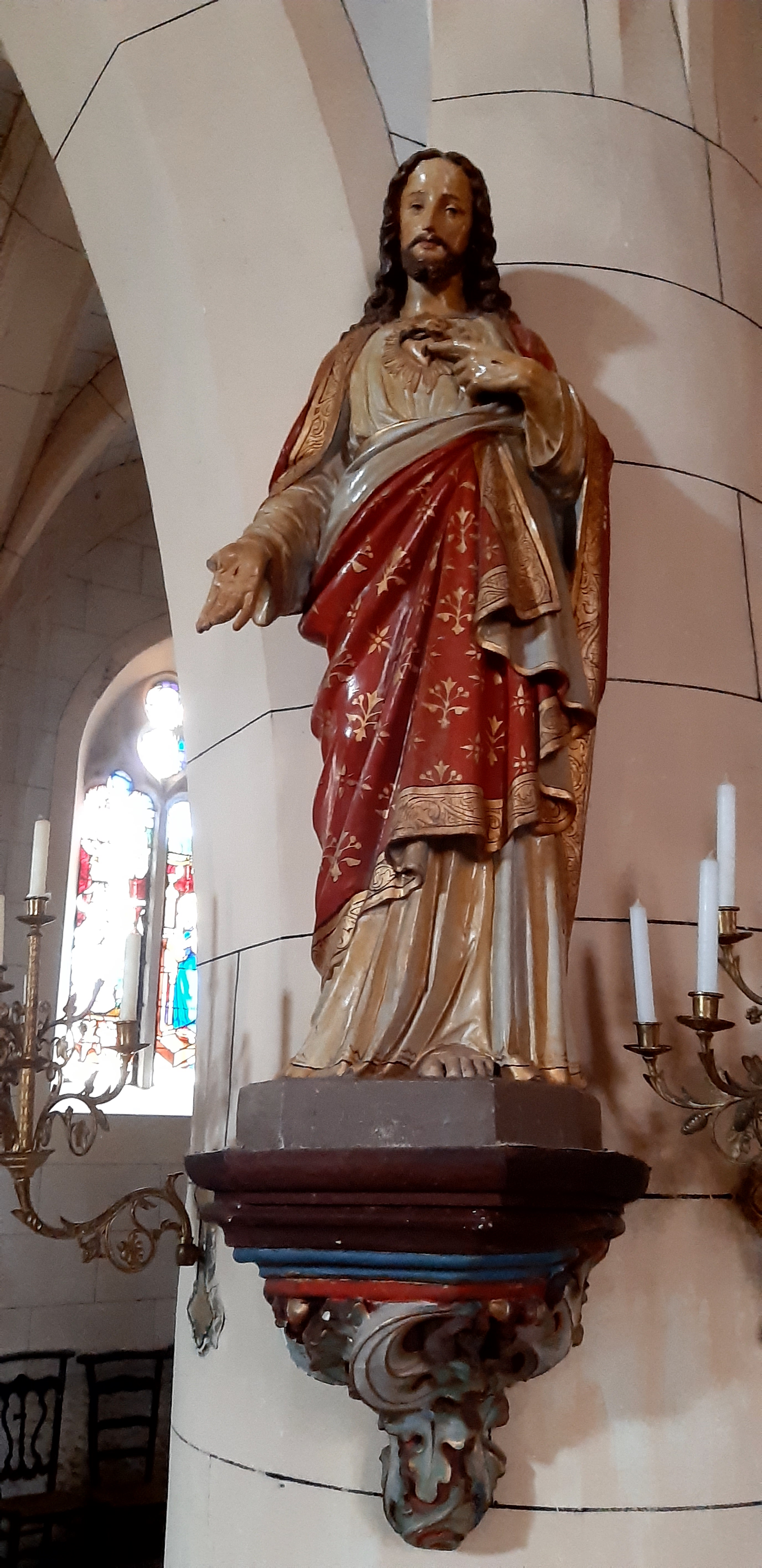
Sacré-Cœur de Jésus
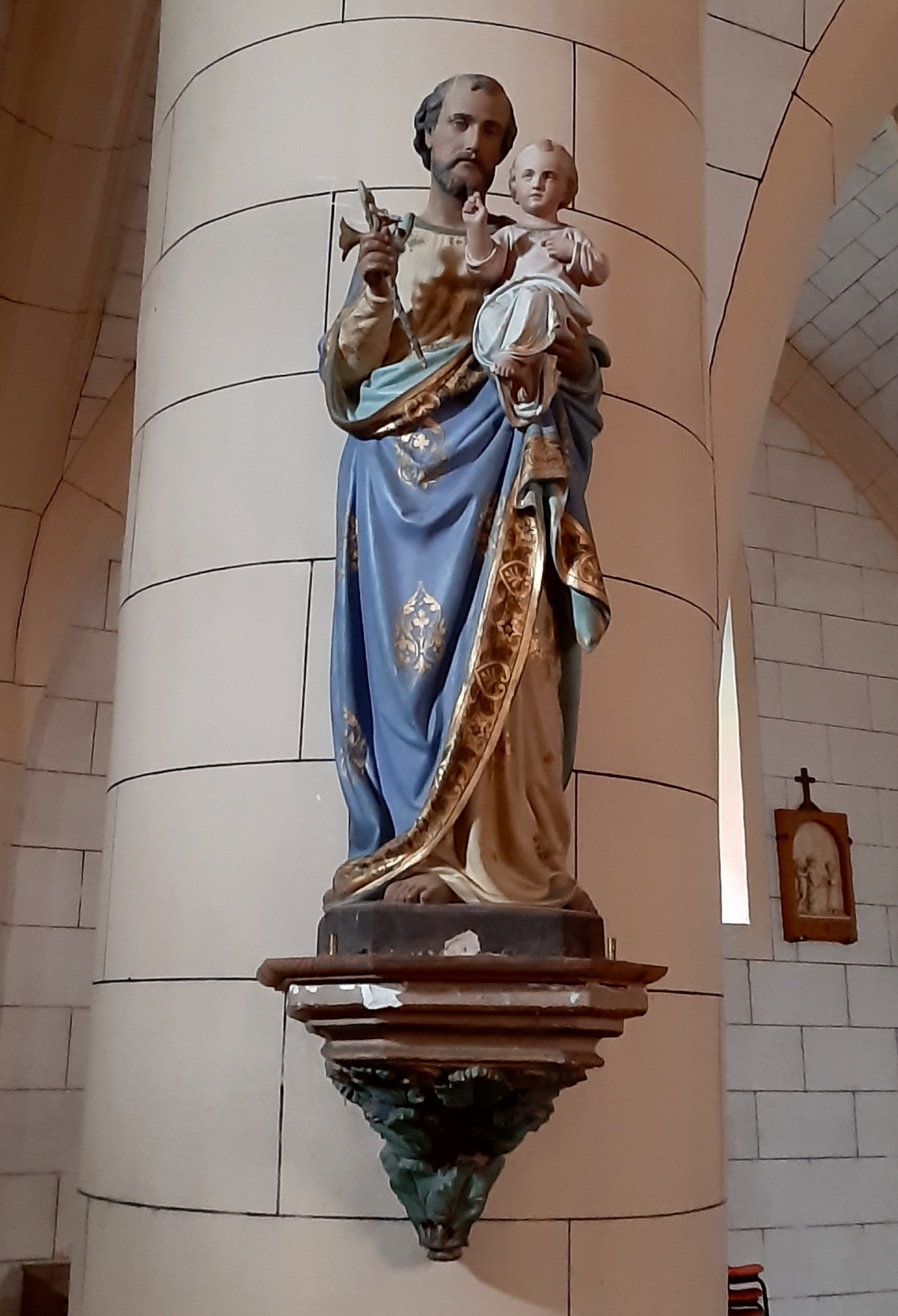
Joseph et l'enfant Jésus
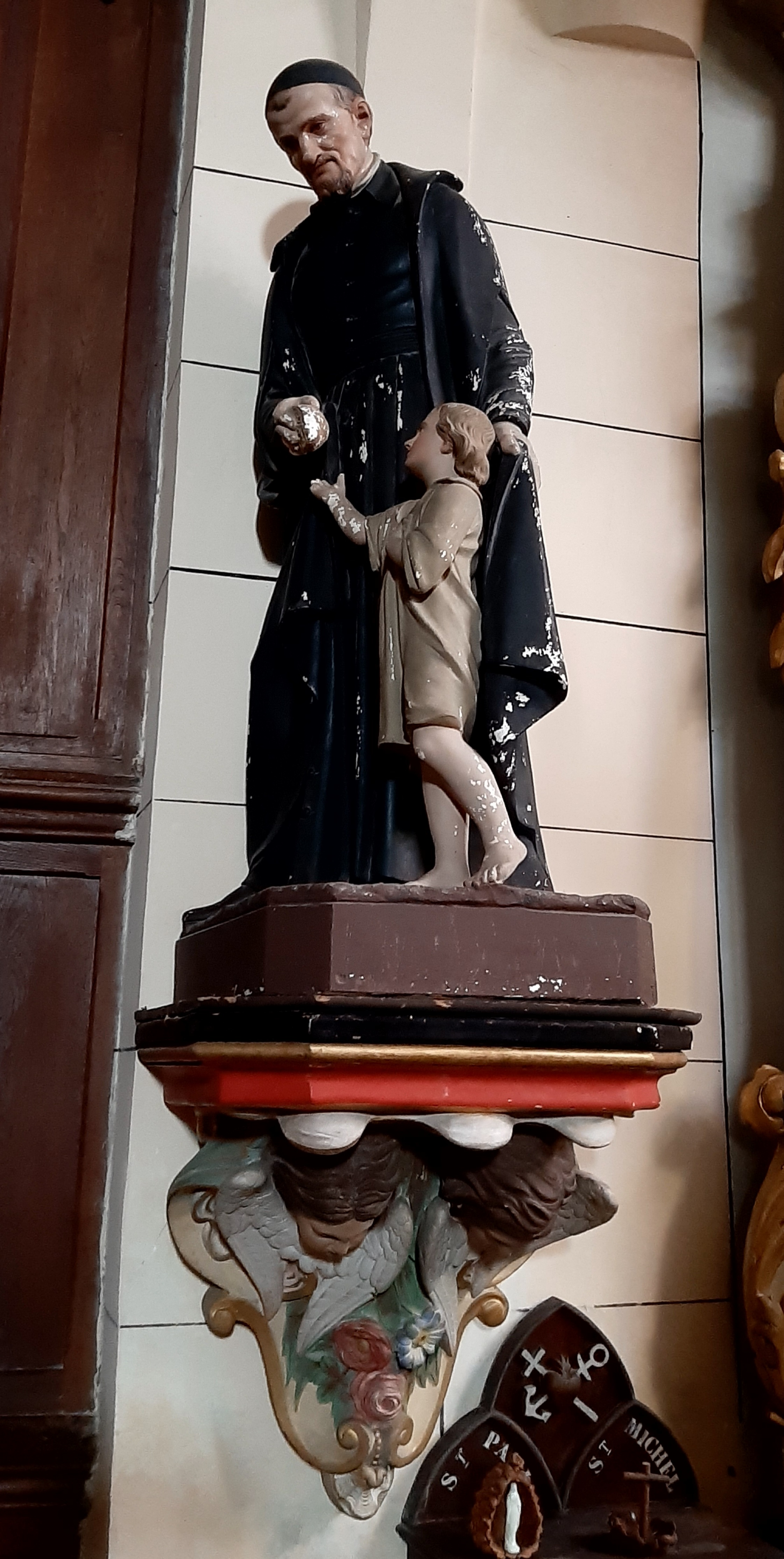
Vincent de Paul
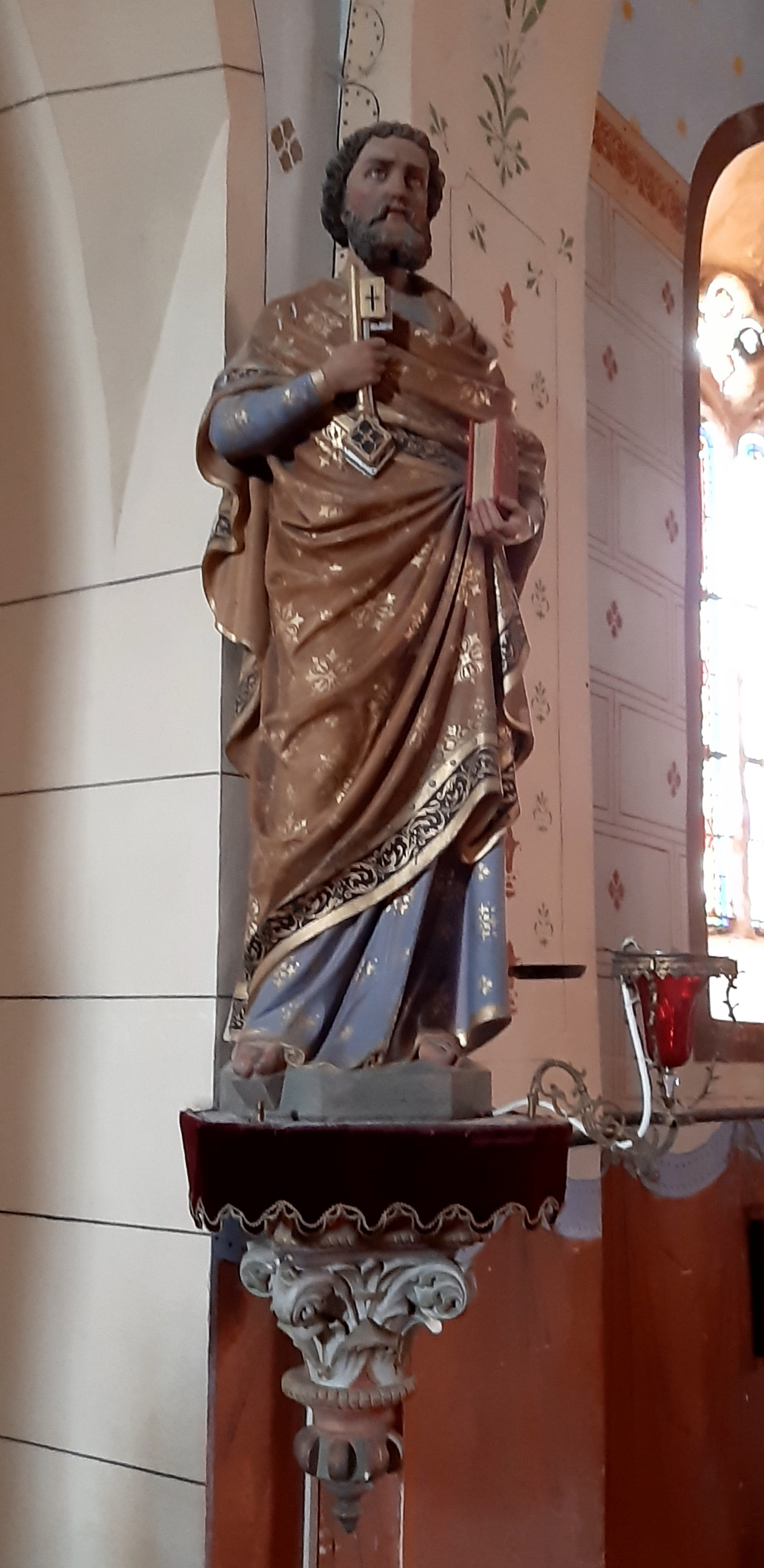
Pierre
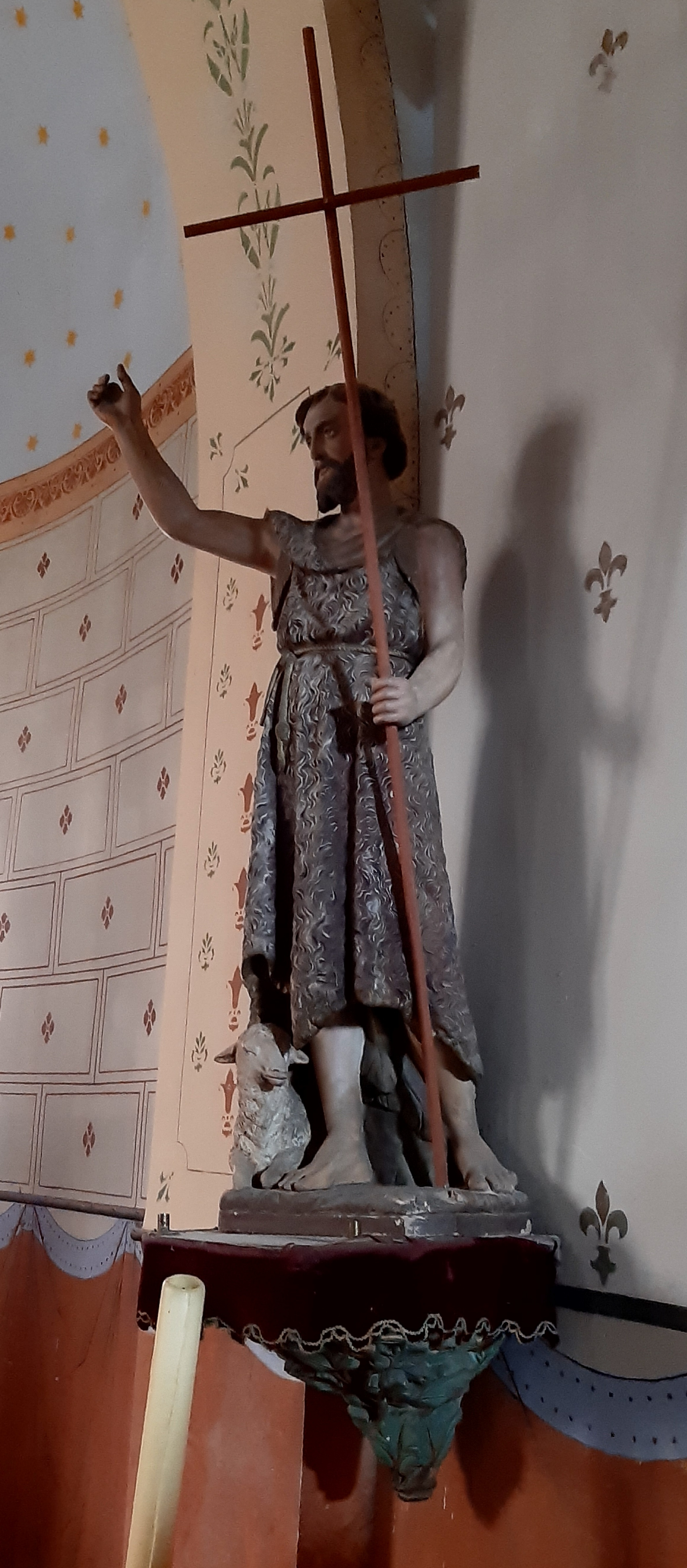
Jean le Baptiste

Vitraux

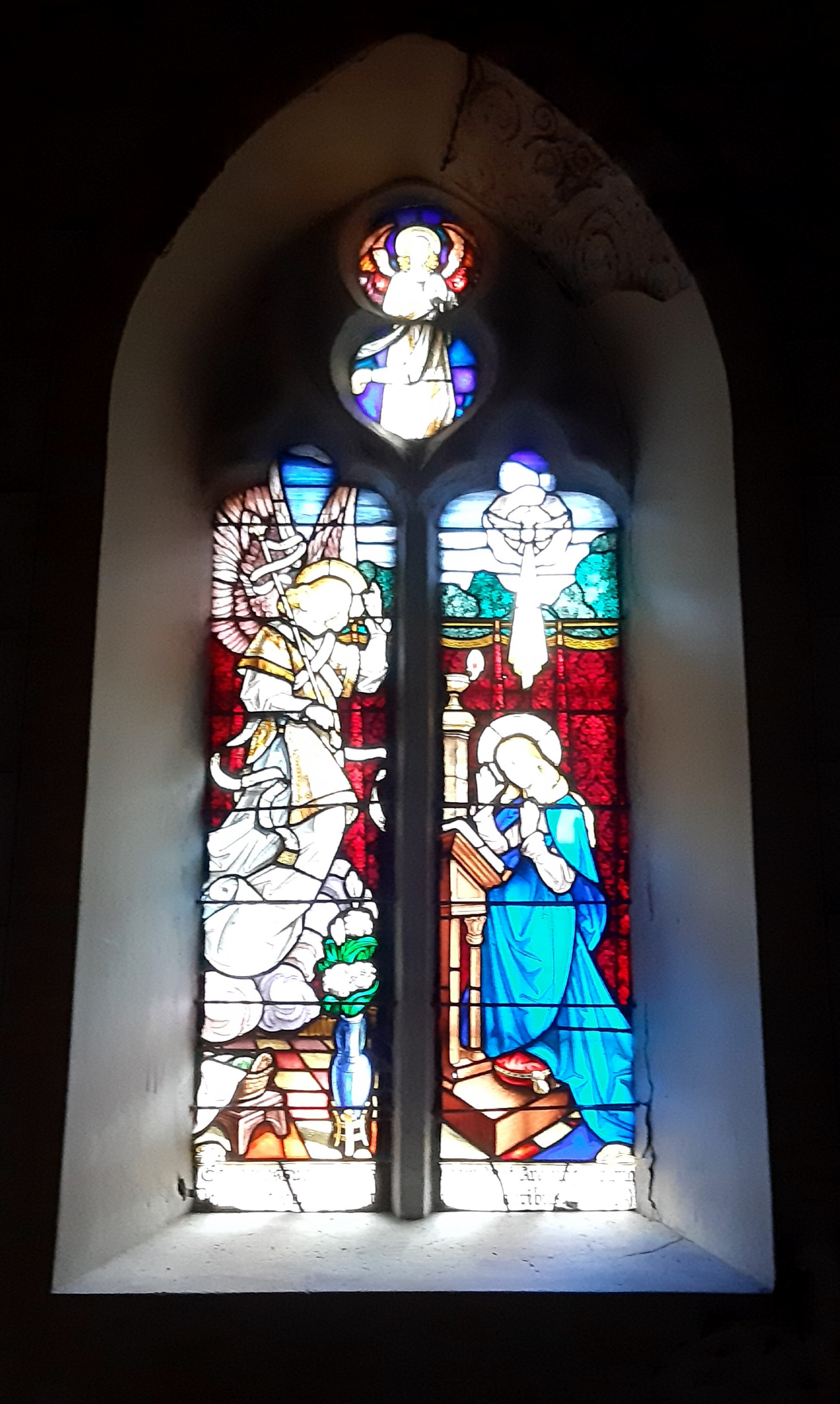
Annonciation
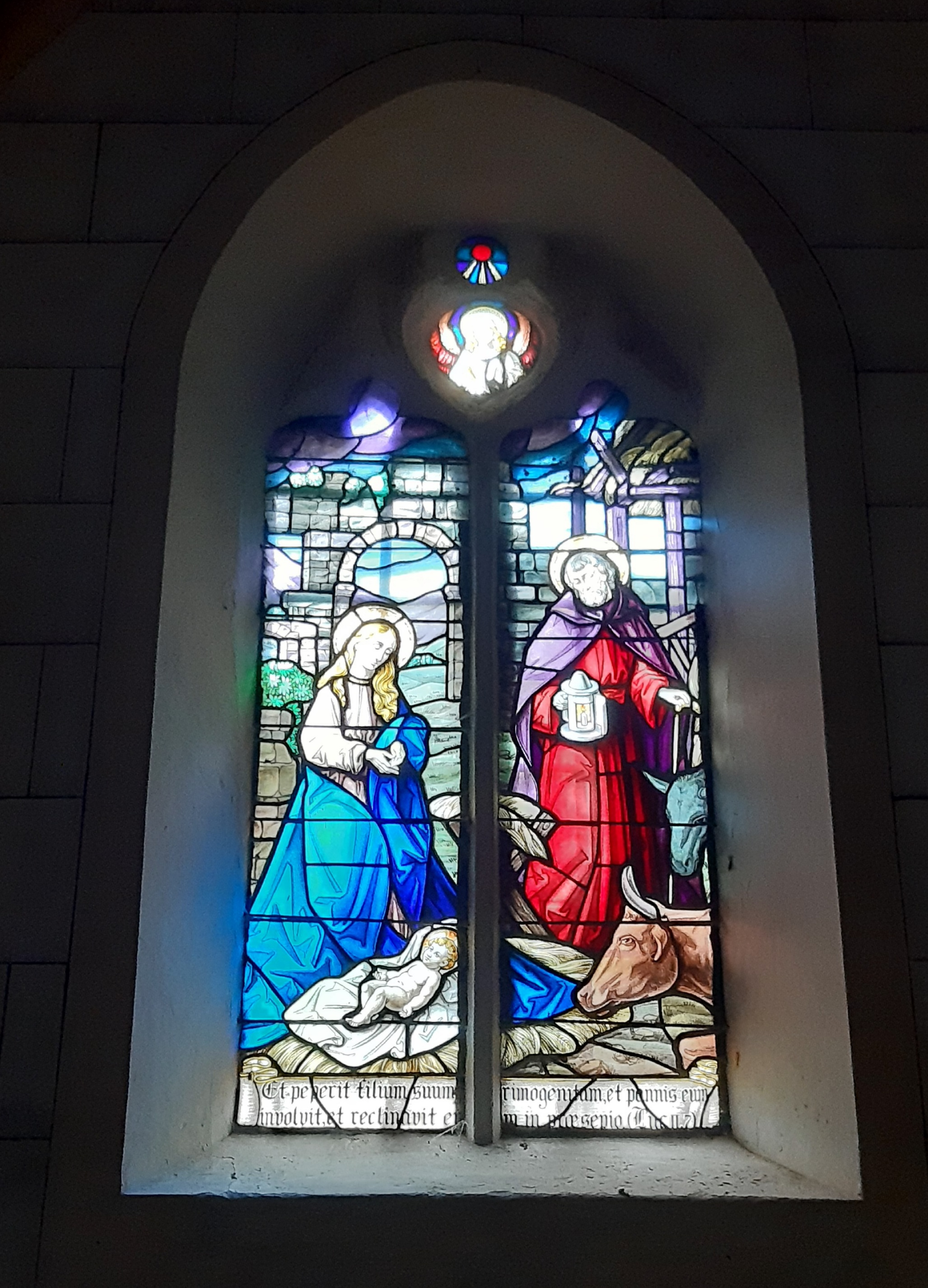
Nativité
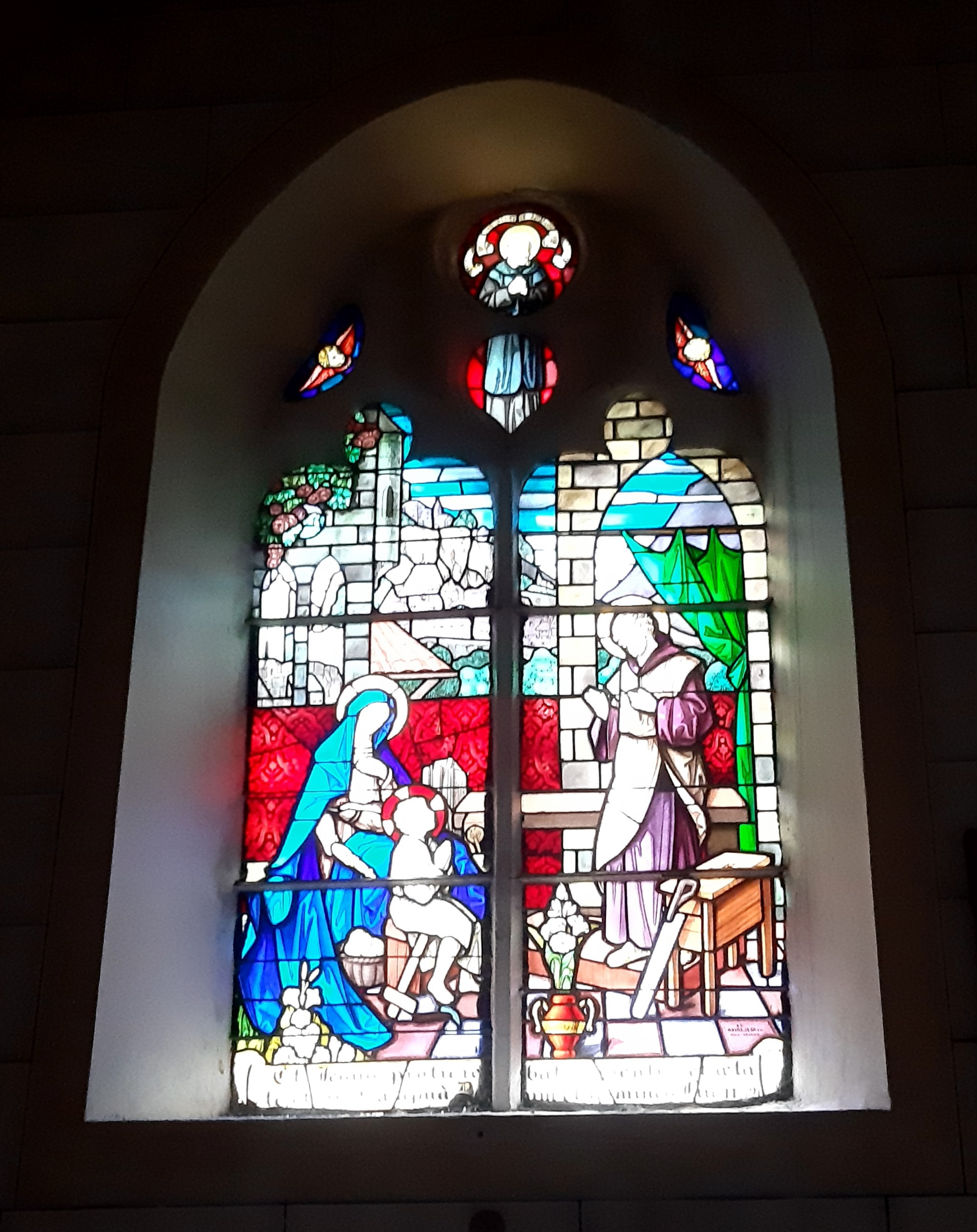
Sainte Famille à Nazareth
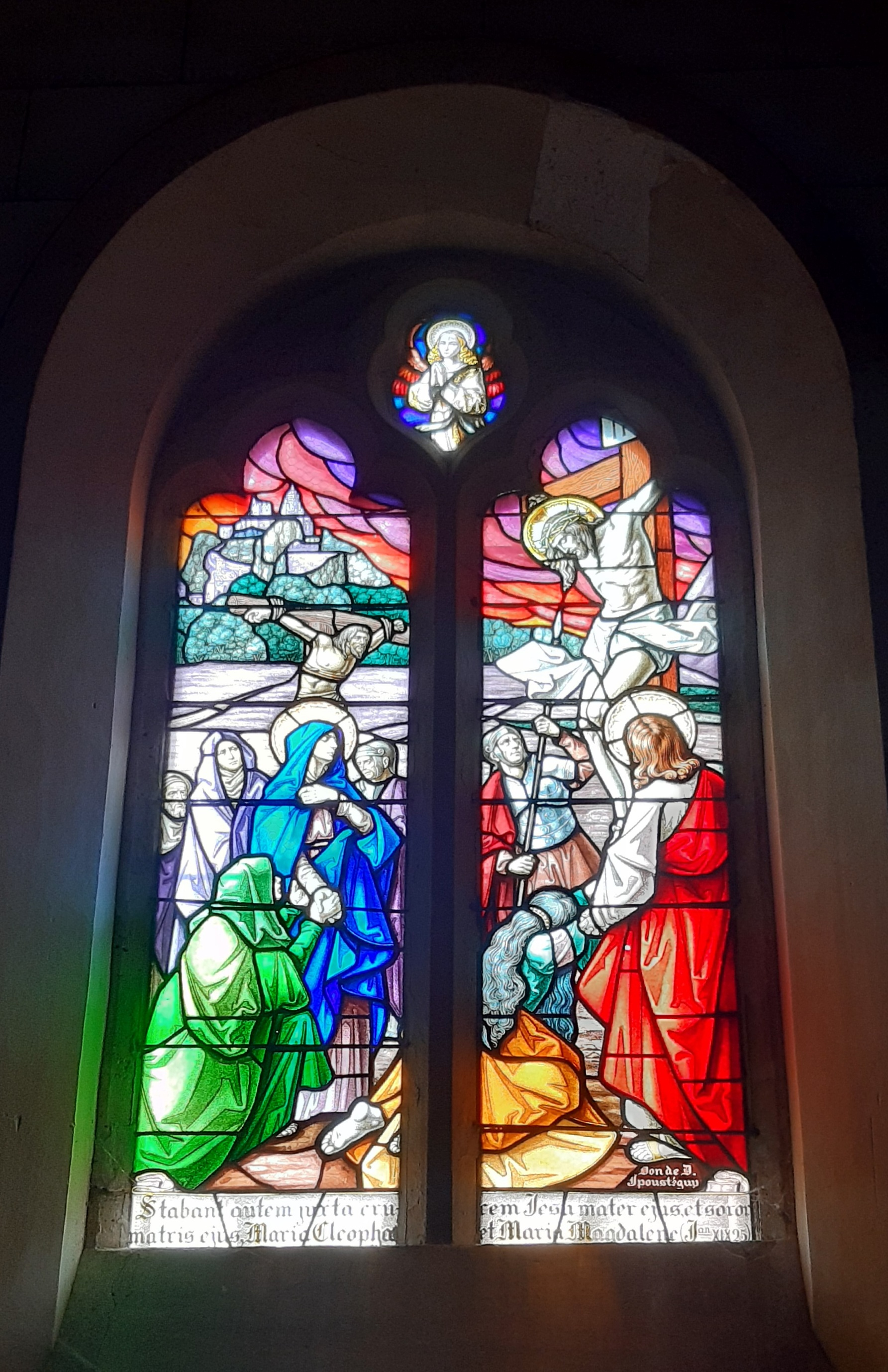
Déploration du Christ
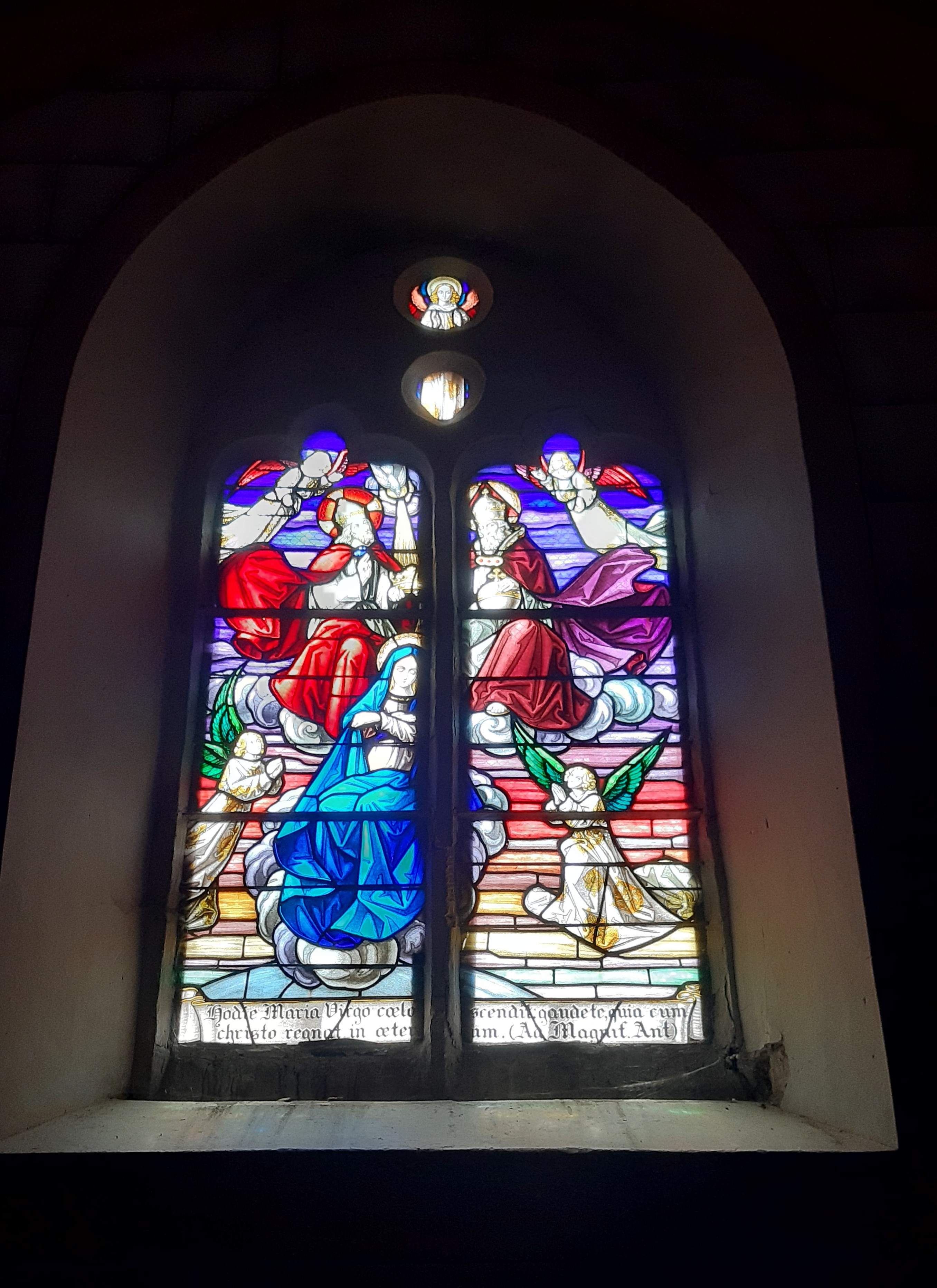
Couronnement de la Vierge

Vues extérieures

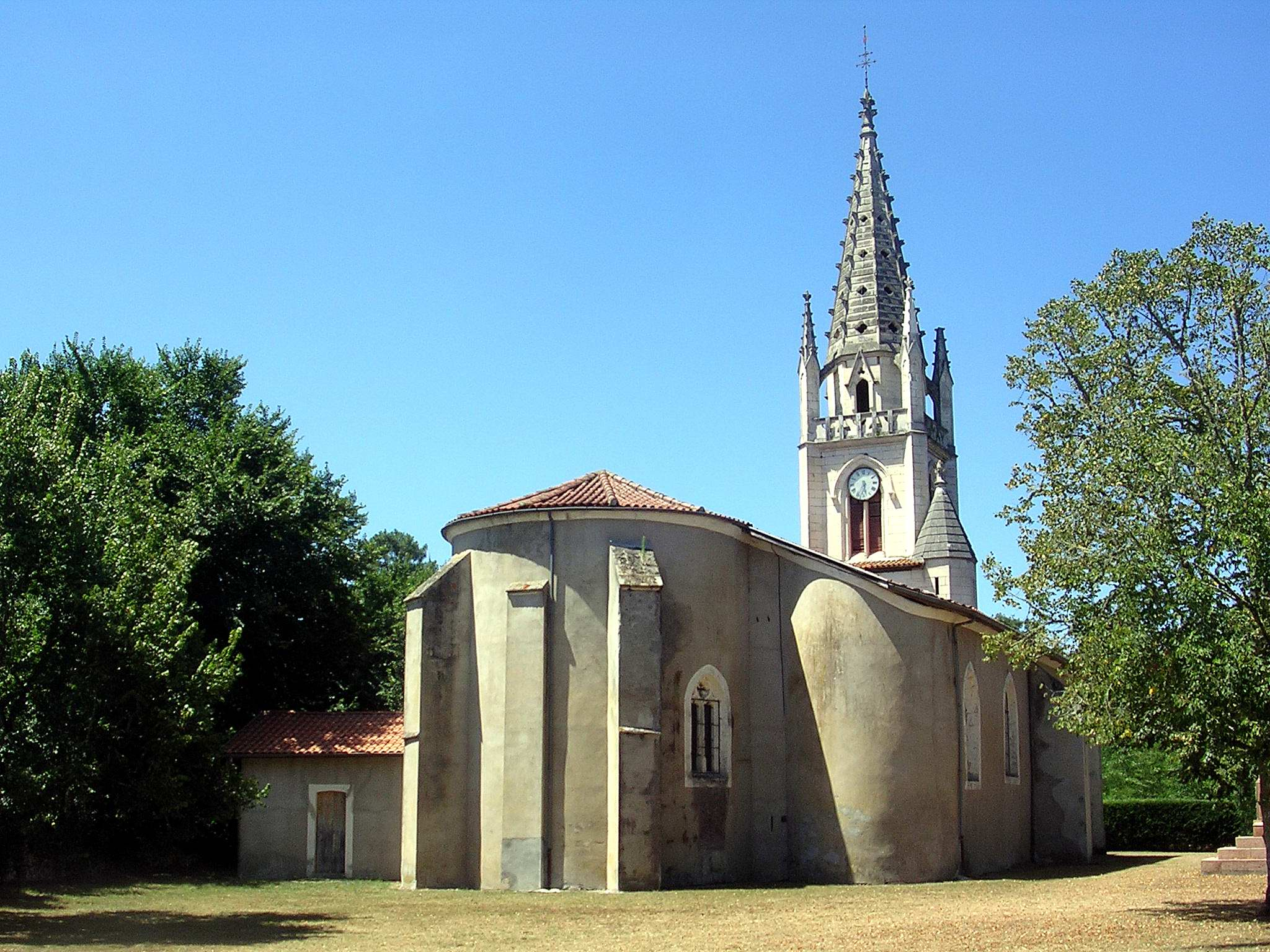
Chevet de l'église
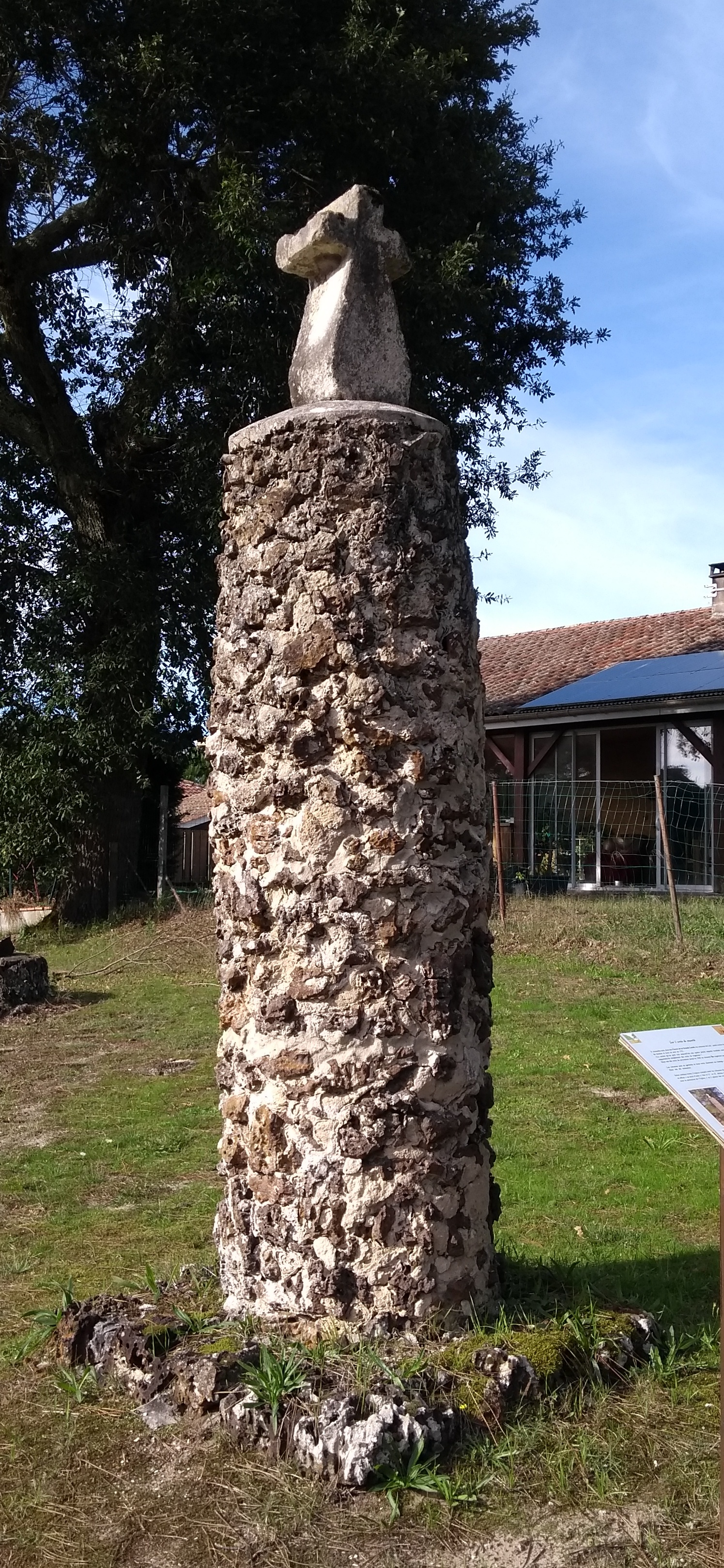
Croix de sauveté